# Autolesión
La autolesión, también conocida como autolesión no suicida (ANS), es una práctica consistente en la producción intencionada de heridas sobre el propio cuerpo, comúnmente realizadas sin intenciones suicidas. Estos y otros nombres, como autolesión deliberada o autoagresión, se emplean en la literatura más actual. Existen diferencias conceptuales entre los distintos nombres (por ejemplo, ANS y autoagresión), aunque a pesar de ello comparten la definición de lesión intencional autoinfligida. La antigua literatura, especialmente la que precede al Manual diagnóstico y estadístico de los trastornos mentales (DSM-IV-TR), empleaba en la mayoría de los casos el término automutilación o parasuicidio, términos ya obsoletos.
La forma más común de autolesión son los cortes en la piel. No obstante, la autolesión involucra una amplia gama de comportamientos que incluye, entre otros: quemaduras, rasguños, golpes, dermatilomanía, tricotilomanía e ingesta de sustancias tóxicas u objetos. Generalmente, los comportamientos asociados con el abuso de sustancias y con los desórdenes alimenticios no son considerados autolesiones, pues los resultantes daños tisulares son, por lo común, un efecto secundario involuntario. No obstante, los límites no son siempre claros y, en algunos casos, los comportamientos que habitualmente caen fuera de los límites pueden representar efectivamente una autolesión si se realizan como un intento explícito de causar daños tisulares. Aunque el suicidio no es uno de los propósitos de esta práctica, la relación entre ambos comportamientos es compleja, especialmente porque la autolesión es potencialmente una amenaza a la vida.
El deseo de autolesionarse aparece en el DSM-IV-TR como un síntoma del trastorno límite de la personalidad. Sin embargo, pacientes con otras enfermedades también pueden autoagredirse, incluidos los que presentan depresión, trastornos de ansiedad, abuso de sustancias, desórdenes alimenticios, trastorno por estrés postraumático, esquizofrenia y otros trastornos de personalidad. Aparece también en individuos sin diagnóstico médico. Los motivos varían, y puede servir para satisfacer diferentes funciones, por ejemplo, la autolesión como una estrategia de afrontamiento que provee un alivio temporal a intensas sensaciones tales como ansiedad, depresión, estrés, insensibilidad emocional o sensaciones de fracaso u odio a sí mismo, además de baja autoestima o perfeccionismo.
Asimismo, está asociada con problemas como traumas, abusos emocionales o sexuales y acoso. Existen diversas evaluaciones y métodos empleados para tratar la práctica, que se concentran ya sea en el tratamiento de las causas subyacentes o directamente en el tratamiento del comportamiento. Cuando se asocia con depresión, el tratamiento con antidepresivos puede ser efectivo. Otros enfoques implican técnicas de evitación, que se concentran en mantener al paciente ocupado en otras actividades o en reemplazar el acto con otros métodos más seguros que no conduzcan a daños permanentes.
En 2013, se registraron cerca de 3.3 millones de casos de autoagresión. Es un comportamiento más común en adolescentes y adultos jóvenes, generalmente con apariciones iniciales entre las edades de 12 a 24 años. La tasa ha ido en aumento desde la década de 1980, especialmente en este nuevo perfil de autolesión en jóvenes alejado del paciente con trastornos mentales y fuera de ambientes clínicos. Este perfil de autolesión no suicida repetitiva en población general de adolescentes escolarizados suele ser el actual perfil típico. En la infancia es relativamente rara su aparición. No obstante, puede ocurrir a cualquier edad, incluso en la población de edad avanzada. El riesgo de lesiones serias y de suicidio aumenta en personas mayores. Por otro lado, la autoagresión no se limita a los humanos; los animales cautivos, como aves y monos, también muestran comportamientos similares.

## Objetivos y motivaciones para hacerlo

### Finalidad psicológica

Precursores de la autolesión.

Generalmente, la autolesión tiene como finalidad la regulación emocional, es decir, se usa para manejar emociones como por ejemplo liberarse de sentimientos de rabia, ira, tristeza, soledad, rencor y dolor emocional. Otras veces es utilizado para tratar con el sentimiento de no estar vivo, vacío existencial o con finalidad antisuicida. De este modo, quienes no pueden manejar o expresar de otra forma más sana y adaptativa sus sentimientos, la autolesión también puede darse por una finalidad de expresión emocional o de control ante situaciones incontrolables.
Este padecimiento se utiliza a veces para aliviar dolores emocionales fuertes, ya que es más fácil controlar el dolor físico que el emocional. La sensación de dolor produce una cierta liberación de ansiedad. Algunos adolescentes se realizan heridas (cortes o quemaduras, o hasta beber su propia sangre) en momentos de crisis o de sufrimiento, porque el dolor físico les ayuda a soportar su sufrimiento psicológico. En otras circunstancias la autoagresión se utiliza para sentir poder sobre uno mismo. La autoagresión está muy relacionada con las adicciones, trastornos de alimentación como bulimia y anorexia.
La autoagresión o conductas autolíticas son también muy frecuentes en personas que padecen un trastorno límite de la personalidad o personalidad borderline.
También puede utilizarse la autoagresión como forma de demostrar públicamente el sufrimiento interno, de forma similar a la costumbre judía de "rasgarse las vestiduras y echarse ceniza sobre la cabeza". En este caso el objetivo último es la búsqueda de ayuda o comprensión.
Por último añadir que en una serie de enfermedades mentales (como demencia y esquizofrenia) o trastornos (como discapacidad intelectual y autismo) los afectados se producen a sí mismos daños sin ningún objetivo sino a consecuencia de su condición o trastorno, y esta conducta también se considera autoagresión.[cita requerida]
En el caso de las personas autistas en nivel de ayuda 1 (anteriormente llamado Asperger) pudiera en la mayoría de los casos darse producto de su baja tolerancia a la frustración. Ello amerita tratamiento a base de terapias psicológicas a fin de minimizar las conductas de modo que no se produzca daños graves que lamentar. No lo remedia el reprender o castigar al niño por esto con eso lo que hará es empeorar la situación.
Este tipo de conducta debe ser tratado ya que puede conllevar a pensamientos suicidas y realización de dicho acto.

## Asociaciones

### Sociedad Internacional de Autolesión
Sociedad Internacional dedicada a acercar recursos sobre Autolesión No Suicida a la comunidad hispanoparlante. Su misión es avanzar en la comprensión científica de la autolesión, su prevención, evaluación, tratamiento, educación y política. Liderada por sus usuarios, fomenta la colaboración y unión entre pacientes, familiares y profesionales.
Creada en 2017 bajo la infraestructura de ASeFo, que desde 2009 dispone sus recursos internacionalmente para personas que se autolesionan, familiares y allegados, así como profesionales de la salud y de la educación. Está gestionada y colaboran profesionales de la salud y personas con experiencia personal en autolesión.

### International Society for the Study of Self injury
La Sociedad Internacional para el Estudio de la autolesión se compone de investigadores, médicos y estudiantes que están interesados en una mejor comprensión, la evaluación y el tratamiento no suicida autolesión. La misión de la Sociedad Internacional para el Estudio de la autolesión es avanzar en la comprensión científica de la autolesión no suicida; influencia y mejora de la evaluación de la autolesión no suicida, el tratamiento, la prevención, la educación y la política; y para fomentar la colaboración entre las personas dedicadas a estos objetivos.